# International Consortium of Investigative Journalists
Het International Consortium of Investigative Journalists (ICIJ) is een netwerk van internationale onderzoeksjournalisten. Het netwerk werd in 1997 gelanceerd door het Center for Public Integrity, maar is vanaf februari 2017 een zelfstandige non-profitorganisatie geworden. Het ICIJ is een samenwerkingsverband van meer dan 200 onderzoeksjournalisten en 100 media-organisaties in ruim 70 landen. Het ICIJ is vooral bekend om zijn rapporten over internationale criminaliteit, corruptie en witwaspraktijken. Tot de meest bekende onderzoeken behoren de Paradise Papers, de Panama Papers en Swiss Leaks.
Europese media die met het ICIJ samenwerken zijn onder meer de BBC, The Guardian, L'Espresso, Le Monde, Süddeutsche Zeitung en WDR. In België werken onder andere De Tijd, Knack, MO* en Le Soir mee, in Nederland zijn dat Het Financieele Dagblad en Trouw.
Het ICIJ wordt geheel gefinancierd door donaties van individuen en – vaak Amerikaanse – stichtingen, onder meer de Open Society Foundations van George Soros en de Ford Foundation. Budgettaire stress was in 2017 wel een van de redenen voor de afsplitsing van het Center for Public Integrity.

## Onderzoeksrapporten
Dankzij langdurig onderzoek, en geholpen door uitgebreide lekken heeft het Consortium over de jaren een indrukwekkende reeks onderzoeksrapporten uitgebracht.

### Onderzoeken 2015-2022
- The Uber Files: onderzoek naar het bedrijf Uber naar aanleiding van gelekte documenten[3]

- Pandora Papers: over financiële constructies via belastingparadijzen (oktober 2021)[4]

- FinCEN Files: over verdachte geldstromen die door grootbanken over de hele wereld werden verwerkt (september 2020)
- Implant Files: over de risico's van implantaten (november 2018)
- West Africa Leaks: financiële geheimen van machtige West-Afrikaanse politici
- Paradise Papers: offshore bedrijven
- Panama Papers: de offshore financiële wereld
- Secrecy for Sale: de offshore financiële wereld
- Evicted and Abandoned: de houding van de Wereldbank tegenover mensen, verdreven door ontwikkelingsprojecten
- Fatal Extraction: Australische mijnbouwactiviteiten in Afrika
- Swiss Leaks: Zwitserse bankgeheimen (februari 2015)

### Onderzoeken 2010-2014
- Luxembourg Leaks: Luxemburgse bankgeheimen
- China Leaks: over de offshore rekeningen van China’s elite
- U.S. Aid in Latin America: fondsen voor drugsbestrijding en mensenrechten
- Skin and Bone: handel in menselijke organen
- Big Tobacco Smuggling: de tabaksindustrie focust op de ontwikkelingslanden
- Plunder in the Pacific: visserijbedrijven vissen de zuidelijke zeeën leeg
- The Illicit Trade of Coltan: conflictmineralen
- Dangers in the Dust: asbest in ontwikkelingslanden
- Island of the Widows: sterfte onder arbeiders in de suikerlandbouw
- The Black Market in Bluefin: niet-gereguleerde visserij drijft tonijn tot uitsterven
- Spain’s $8 Billion Fish: de Spaanse visserij houdt zich niet aan de regels
- Interpol’s Red Flag: Interpol wordt door regeringen misbruikt om politieke tegenstanders uit te schakelen
- Inside the Kidnapping and Murder of Daniel Pearl: de moord op Daniel Pearl
- Smoke Screen: Big Tobacco focust op de ontwikkelingslanden
- The Global Climate Change Lobby: beïnvloeding van het klimaatdebat
- Tobacco Underground: tabakssmokkel en georganiseerde misdaad
- Windfalls of War: Amerikaanse bedrijven krijgen contracten in het na-oorlogse Irak en Afghanistan
- Collateral Damage: over de invloed van militaire hulp in vele landen van de wereld
- Divine Intervention: U.S. aids-beleid (PEPFAR) in het buitenland
- The Water Barons: de groei van privéwaterbedrijven
- Making a Killing: over lucratieve contracten in oorlogstijd (maart 2012)